# Hu Wei
Hu Wei (chinesisch 胡伟, Pinyin Hú Wěi; * 1983 in Peking, China) ist ein chinesischer Filmemacher.

## Biografie
Hu Wei wurde in Peking geboren. Er studierte Kunst an der Ecole Nationale Supérieure des Beaux-Arts de Paris ENSBA, als auch am Le Fresnoy – Studio national des arts contemporains.
Sein Kurzfilm Ein Bild für die Ewigkeit (La lampe au beurre de yak / Butter lamp) feierte international großen Erfolg: er wurde in der Sektion Semaine de la Critique am Festival von Cannes uraufgeführt und danach an zahlreichen weiteren Festivals gezeigt, unter anderem dem Rotterdam und Sundance Film Festival, und mit diversen Preisen ausgezeichnet, unter anderem einer Oscar-Nomination.
2014–15 war er Stipendiant der Villa Médicis – Académie de France in Rom. 2015 nahm er am Programm «Next Step» der Semaine de la Critique Cannes teil.
Sein nächster Kurzfilm, Ce qui nous éloigne, feierte 2016 seine Premiere am Internationalen Filmfestival von Venedig.
Hu Wei lebt und arbeitet in China und Frankreich.

## Filmographie
- 2012: Le propriétaire (Kurzfilm)
- 2013: Ein Bild für die Ewigkeit (La lampe au beurre de yak / Butter Lamp, Kurzfilm)
- 2016: Ce qui nous éloigne (Kurzfilm)[9]

## Auszeichnungen
- 2013: Discovery Award Semaine de la Critique Cannes (Nomination; Ein Bild für die Ewigkeit)[10]
- 2013: Internationale Kurzfilmtage Winterthur, Hauptpreis internationaler Wettbewerb sowie Publikumspreis (Ein Bild für die Ewigkeit)[11]
- 2013: Europäischer Filmpreis, Nomination Bester Kurzfilm (Ein Bild für die Ewigkeit)[12]
- 2014: Festival du Court-Métrage de Clermont-Ferrand, Grand Prix (Ein Bild für die Ewigkeit)
- 2015: Hauptpreis des Münchner Künstlerfilmfestivals Kino der Kunst (Ein Bild für die Ewigkeit)
- 2015: Academy Awards (Oscar), Bester Kurzfilm (Nomination; Ein Bild für die Ewigkeit)